# Đại học Công nghệ Mahanakorn
Đại học Công nghệ Mahanakorn (tiếng Thái: มหาวิทยาลัยเทคโนโลยีมหานคร, viết tắt MUT) là trường đại học ở quận Nong Chok, Bangkok, Thái Lan. Trường được thành lập ngày 27 tháng 2 năm 1990. Đây là trường đại học đầu tiên và duy nhất tại Thái Lan vận hành vệ tinh mini quỹ đạo thấp microsatellite (TMSAT).